# Тобако-Плейнс 2
Тобако-Плейнс 2 (англ. Tobacco Plains 2) — індіанська резервація в Канаді, у провінції Британська Колумбія, у межах регіонального округу Іст-Кутеней.

## Населення
За даними перепису 2016 року, індіанська резервація нараховувала 75 осіб, показавши зростання на 31,6%, порівняно з 2011-м роком. Середня густина населення становила 1,8 осіб/км².
З офіційних мов обидвома одночасно володіли 5 жителів, тільки англійською — 75. Усього 20 осіб вважали рідною мовою не одну з офіційних, з них усі — одну з корінних мов.
Працездатне населення становило 50% усього населення, усі були зайняті.

## Клімат
Середня річна температура становить 6,5°C, середня максимальна – 23,3°C, а середня мінімальна – -13,8°C. Середня річна кількість опадів – 515 мм.
| Клімат поселення                              | Клімат поселення | Клімат поселення | Клімат поселення | Клімат поселення | Клімат поселення | Клімат поселення | Клімат поселення | Клімат поселення | Клімат поселення | Клімат поселення | Клімат поселення | Клімат поселення | Клімат поселення |
| Показник                                      | Січ.             | Лют.             | Бер.             | Квіт.            | Трав.            | Черв.            | Лип.             | Серп.            | Вер.             | Жовт.            | Лист.            | Груд.            |                  |
| Середній максимум, °C                         | 1,72             | 5,02             | 9,41             | 14,11            | 18,94            | 23,28            | 22,77            | 22,49            | 16,86            | 10,88            | 4,18             | −0,36            |                  |
| Середня температура, °C                       | −6,04            | −2,73            | 1,64             | 6,32             | 11,17            | 15,54            | 18,65            | 18,37            | 12,74            | 6,76             | 0,07             | −4,48            |                  |
| Середній мінімум, °C                          | −13,81           | −10,51           | −6,12            | −1,44            | 3,42             | 7,75             | 14,53            | 14,25            | 8,63             | 2,65             | −4,05            | −8,59            |                  |
| Норма опадів, мм                              | 45               | 33               | 33               | 31               | 59               | 64               | 45               | 34               | 36               | 32               | 58               | 45               |                  |
| Середньомісячна швидкість вітру, м/с          | 2.76             | 2.74             | 3.04             | 3.18             | 3.02             | 2.93             | 2.75             | 2.60             | 2.60             | 2.64             | 2.83             | 2.64             |                  |
| Середньомісячна сонячна радіація, кДж/м²·день | 3890             | 7484             | 12403            | 16749            | 20447            | 21862            | 23895            | 20558            | 14623            | 8594             | 4223             | 3022             |                  |
| --------------------------------------------- | ---------------- | ---------------- | ---------------- | ---------------- | ---------------- | ---------------- | ---------------- | ---------------- | ---------------- | ---------------- | ---------------- | ---------------- | ---------------- |
| Джерело:                                      |                  |                  |                  |                  |                  |                  |                  |                  |                  |                  |                  |                  |                  |